# FK Klaipėdos Granitas
El FK Klaipėdos Granitas es un equipo de fútbol de Lituania que juega en la 1 Lyga, el segundo campeonato de fútbol más importante del país.

## Historia
Fue fundado en el año 2012 en la ciudad de Klaipeda luego de tomar el lugar del Granitas Klapedia en la 1 Lyga. En la temporada 2013 lograron el título de la segunda categoría y lograron ascender a la A Lyga por primera vez en su historia.

## Palmarés
- 1 Lyga: 1

2013